# Schildvulkaan

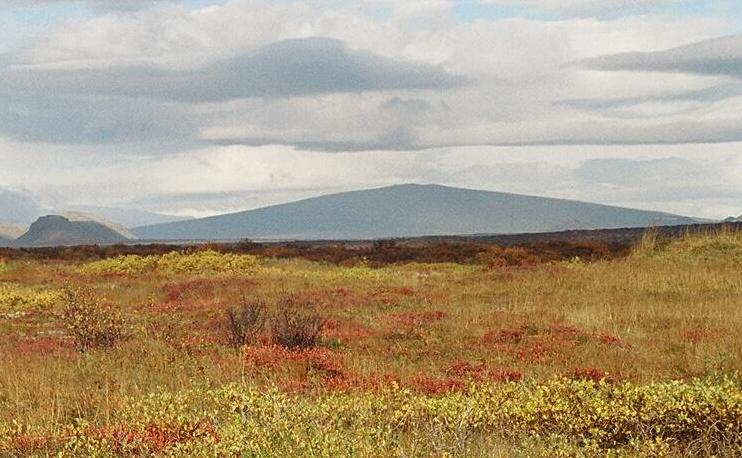
De schildvulkaan Skjaldbreidur op IJsland

Een schildvulkaan is een type vulkaan dat vlakke hellingen heeft. Schildvulkanen worden gevormd door uitbarstingen waarbij mafische (silica-arme) lava vrijkomt. Omdat mafische lava een lagere viscositeit heeft (het stroomt makkelijk) dan felsische lava kan het snel over grote oppervlakten uitstromen en worden vulkanen met een kleine hellingshoek gevormd.
In tegenstelling tot de stratovulkanen, komt bij schildvulkanen weinig explosieve activiteit voor. Uitbarstingen van actieve schildvulkanen vinden met regelmatige tussenpozen plaats.
De helling van de flanken van een schildvulkaan bedraagt normaal gesproken slechts enkele graden. Rond de krater kan dit tot 10 graden oplopen. Schildvulkanen kunnen een relatief grote omvang krijgen vergeleken met andere typen vulkanen.
Schildvulkanen zijn te vinden in gebieden waar mafisch of ander relatief ongefractioneerde magma het oppervlak bereikt, zoals bij mid-oceanische ruggen (bijvoorbeeld op IJsland) of bij oceanische hotspots (Hawaï-type eruptie zoals op Hawaï of Inaccessible). Ook bij vloedbasalten ontstaan schildvulkanen, hiervan zijn ook op andere planeten (Venus en Mars) voorbeelden te vinden. De Olympus Mons op Mars, die geldt als de hoogste berg in het zonnestelsel, is een schildvulkaan.